# Тихомир Алексић
Тихомир Алексић (Равнаја, 8. фебруар 1922 — Београд, 6. јануар 2004) био је редовни професор Електротехничког факултета Универзитета у Београду, стручњак за рачунарску технику и информатику и један од најугледнијих српских научника из области рачунарства у другој половини 20. века.

## Биографија
Рођен је у селу Равнаја код Крупња, а школовао се у Равнаји, Лозници, Шапцу и Београду. Дипломирао је на Електротехничком факултету Универзитета у Београду јануара 1952. године као један од најбољих студената своје генерације. Докторирао је на ЕТФ у Београду (1958) са тезом: „Серијски логичко-прекидачки елеменат; Анализа и осврт на примену у магнетној прекидачкој техници“. Био је оснивач и први декан Електронског факултета (1968-1973) и проректор Нишког универзитета од 1967. године, а затим редовни професор и шеф Катедре за рачунарску технику и информатику на ЕТФ у Београду од 1971. до пензије 1987. године. Пре тога је као научни сарадник радио у Институту Н. Н. „Винча“ (1952—1961) и Институту Михајло Пупин у Београду (1961—1967). У међувремену је држао повремено наставу и на универзитетима у Скопљу, Сарајеву, Подгорици и Новом Саду.

## Настава
Предавао је следеће предмете на факултетима:
- Логичко пројектовање дигиталних система
- Архитектура и организација рачунара
- Основи рачунарске технике
- Програмирање дигиталних рачунара

## Радови и пројекти
Написао је неколико уџбеника и књига: Основи пројектовања дигиталних система (Ниш, 1968), Логичка синтеза дигиталних система (Београд, 1971. и 1975), Системи за обраду података (1975. и 1977), Рачунари — Организација и архитектура (Београд, 1982, 1985, 1989, 1991). Аутор је или коаутор бројних научних и стручних публикација, студија и елабората из рачунарства. Реализовао је први српски дигитални рачунар ЦЕР-10 у Винчи, прототип књиговодственог рачунара ЦЕР-20 и војни рачунар ЦЕР-11, лабораторијски прототип за Кућну електронску телефонску централу, Електронски телепринтер-штампач и Телеметријски систем „Атлас АТ-32“ у Институту Михајло Пупин.
Има неколико признатих патената.

## Функције
Био је оснивач и први председник Друштво за информатику Србије (ДИС, 1973); један од оснивача и члан Научног одбора Друштва за ЕТРАН (од 1953. године); дугогодишњи шеф Катедре за рачунарску технику и информатику у Нишу (1967-71) и Београду (1971-87).

## Награде
За свој научни и педагошки рад добио је следеће награде и одликовања:
- Орден рада са златним венцем (1965);
- Октобарска награда града Београда (1965);
- Награда и повељa Друштва за ЕТРАН (1978. и 1986);
- Велика плакета Универзитета у Нишу (1987);
- Плакета Друштва за информатику Србије (1987).